# Allium filidens
Allium filidens är en amaryllisväxtart som beskrevs av Eduard August von Regel. Allium filidens ingår i släktet lökar, och familjen amaryllisväxter.

## Underarter
Arten delas in i följande underarter:
- A. f. filidens
- A. f. mogianense
- A. f. ugami